# 1994 QW
1994 QW är en asteroid i huvudbältet som upptäcktes den 29 augusti 1994 av de båda japanska astronomerna Takeshi Urata och Yoshisada Shimizu vid Nachi-Katsuura-observatoriet.
Asteroiden har en diameter på ungefär 4 kilometer.